# Julio María Elías Montoya
Julio María Elías Montoya OFM (* 7. Februar 1945 in Medina del Pomar, Spanien) ist ein spanischer römisch-katholischer Ordensgeistlicher und emeritierter Apostolischer Vikar von El Beni o Beni.

## Leben
Julio María Elías Montoya trat in die Ordensgemeinschaft der Franziskaner ein und empfing am 14. Juli 1968 das Sakrament der Priesterweihe.
Am 17. November 1986 ernannte ihn Papst Johannes Paul II. zum Titularbischof von Cumae und bestellte ihn zum Apostolischen Vikar von El Beni o Beni. Der Apostolische Nuntius in Bolivien, Erzbischof Santos Abril y Castelló, spendete ihm am 25. März 1987 die Bischofsweihe; Mitkonsekratoren waren der emeritierte Apostolische Vikar von El Beni o Beni, Carlos Anasagasti Zulueta OFM, und der Weihbischof in El Beni o Beni, Manuel Eguiguren Galarraga OFM.
Papst Franziskus nahm am 22. Februar 2020 seinen altersbedingten Rücktritt an.